# Johnny Tapia
John Lee "Johnny" Tapia (Albuquerque-NM, 13 de Fevereiro de 1967 – Albuquerque-NM, 27 de Maio de 2012) foi um pugilista norte-americano, 5 vezes campeão mundial.

## Morte
Johnny foi encontrado morto em sua casa, no dia 27 de Maio de 2012. As causa ainda são desconhecidas.